# Faxon M. Dean

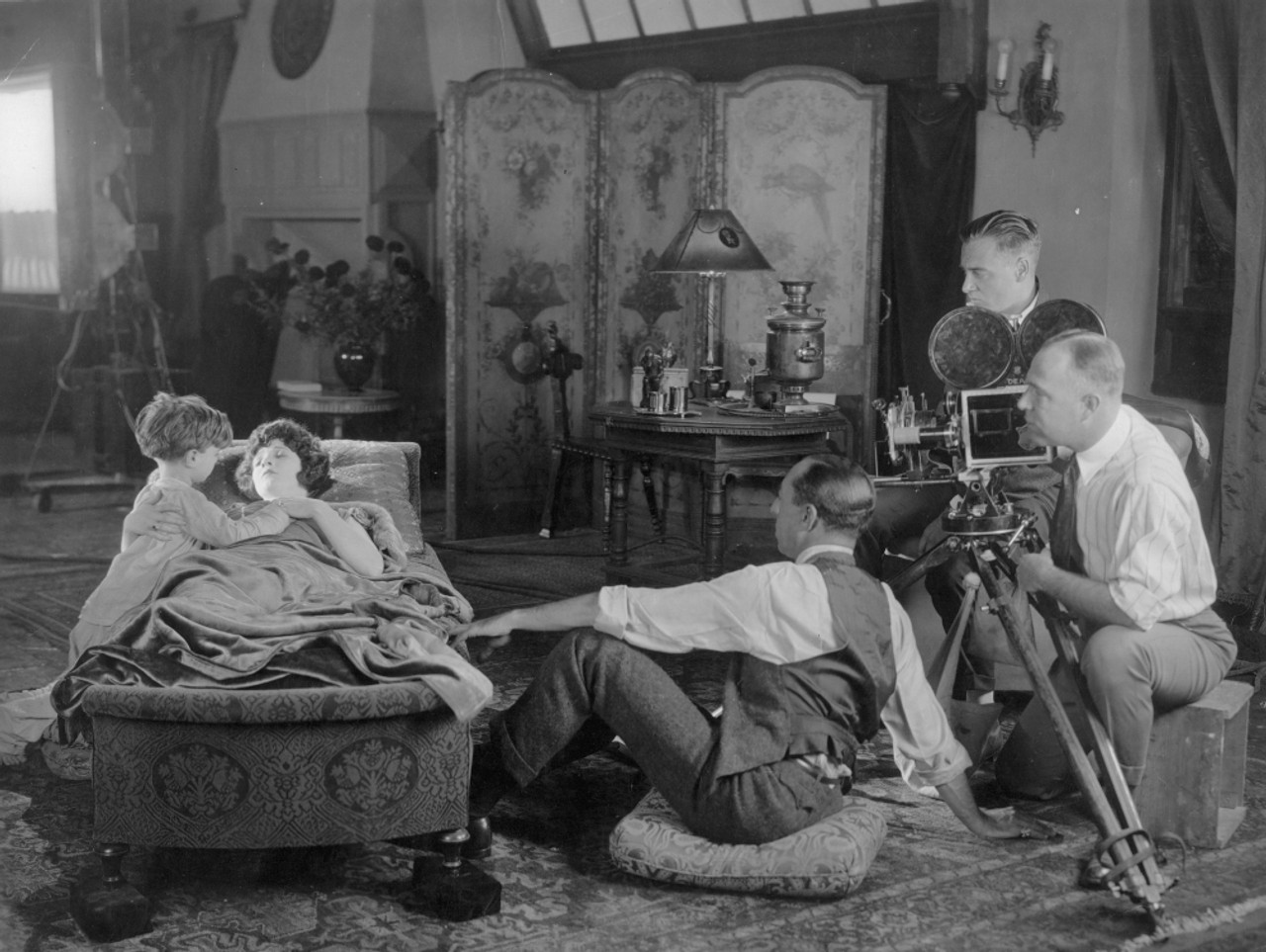
le anime di Eve

Faxon M. Dean (Guyton, 26 maggio 1890 – Sunnyvale, 25 maggio 1965) è stato un direttore della fotografia statunitense la cui carriera si svolse principalmente all'epoca del muto.

## Filmografia
- The Marcellini Millions, regia di Donald Crisp (1917)
- A Roadside Impresario, regia di Donald Crisp (1917)
- The Cook of Canyon Camp, regia di Donald Crisp (1917)
- Lost in Transit, regia di Donald Crisp (1917)
- The Countess Charming, regia di Donald Crisp (1917)
- The Clever Mrs. Carfax, regia di Donald Crisp (1917)
- Jules of the Strong Heart, regia di Donald Crisp (1918)
- Rimrock Jones, regia di Donald Crisp (1918)
- The Invisible Bond, regia di Charles Maigne (1919)
- The Copperhead, regia di Charles Maigne (1920)
- The Fighting Chance, regia di Charles Maigne (1920)
- A Cumberland Romance, regia di Charles Maigne (1920)
- Frontier of the Stars, regia di Charles Maigne (1921)
- All Souls' Eve, regia di Chester M. Franklin (1921)
- The Little Clown, regia di Thomas N. Heffron (1921)
- Don't Call Me Little Girl, regia di Joseph Henabery (1921)
- Moonlight and Honeysuckle, regia di Joseph Henabery (1921)
- Her Winning Way, regia di Joseph Henabery (1921)
- I cercatori d'oro (The Call of the North), regia di Joseph Henabery (1921)
- Her Own Money
- North of the Rio Grande, regia di Rollin S. Sturgeon (1922)
- While Satan Sleeps, regia di Joseph Henabery (1922)
- L'isola delle perle (The Man Unconquerable), regia di Joseph Henabery (1922)
- The Cowboy and the Lady, regia di Charles Maigne (1922)
- Making a Man, regia di Joseph Henabery (1922)
- The Tiger's Claw, regia di Joseph Henabery (1923)
- Sixty Cents an Hour, regia di Joseph Henabery (1923)
- A Gentleman of Leisure, regia di Joseph Henabery (1923)
- Stephen Steps Out, regia di Joseph Henabery (1923)
- The Stranger, regia di Joseph Henabery (1924)
- The Guilty One, regia di Joseph Henabery (1924)
- Tongues of Flame, regia di Joseph Henabery (1924)
- Coming Through, regia di A. Edward Sutherland (1925)
- Every Man's Wife, regia di Maurice Elvey (1925)
- Lord Jim, regia di Victor Fleming (1925)
- Sangue indiano (Braveheart), regia di Alan Hale (1925)
- The Sporting Lover, regia di Alan Hale (1926)
- The False Alarm, regia di Frank O'Connor (1926)
- Fools of Fashion, regia di James C. McKay (1926)
- Slym papà (Baby Mine ), regia di Robert Z. Leonard (1928)
- The Tragedy of Youth, regia di George Archainbaud (1928)
- Their Hour, regia di Alfred Raboch (1928)
- The Olympic Hero, regia di Roy William Neill (1928)
- Romance of a Rogue, regia di King Baggot (1928)
- The Look Out Girl, regia di Dallas M. Fitzgerald (1928)
- Jazzland, regia di Dallas M. Fitzgerald (1928)
- Nell'ora suprema (Fast Life), regia di John Francis Dillon (1929)
- Derby d'amore (Little Johnny Jones ), regia di Mervyn LeRoy (1929)
- The Nevada Buckaroo, regia di John P. McCarthy (1931)
- Texas Pioneers, regia di Harry L. Fraser (1932)
- Crashin' Broadway, regia di John P. McCarthy (1932)
- Breed of the Border, regia di Robert N. Bradbury
- Diamond Trail, regia di Harry L. Fraser (1933)
- Trailing North, regia di John P. McCarthy (1933)
- The Gallant Fool
- One Year Later, regia di E. Mason Hopper (1933)